# Yingjing
Yingjing är ett härad under Yaans stad på prefekturnivå i Sichuan-provinsen i sydvästra Kina. Det ligger omkring 170 kilometer sydväst om provinshuvudstaden Chengdu. 
Under svältkatastrofen under det Stora språnget 1958–1962 hörde Yingjing till de hårdast drabbade orterna.